# Emil Oltean
Emil Oltean (n.  1873, Blaj - d.  1939,  Blaj) a fost un delegat în Marea Adunare Națională de la Alba Iulia, organismul legislativ reprezentativ al „tuturor românilor din Transilvania, Banat și Țara Ungurească”, cel care a adoptat hotărârea privind Unirea Transilvaniei cu România, la 1 decembrie 1918.

## Biografie
Emil Oltean a fost proprietar și anteprenor în Blaj. În 1918-1919, ca membru în C.N.R. Blaj, Emil Oltean a umblat pe sate, în echipă, pentru a stimula formarea Gărzilor Naționale Române. A fost epitrop al Parohiei Ortodoxe Române din Blaj.

## Educație
A urmat studiile primare și liceale la Blaj.